# Меррілл (Орегон)
Меррілл (англ. Merrill) — місто (англ. city) в США, в окрузі Клемет штату Орегон. Населення — 821 особа (2020).

## Географія
Меррілл розташований за координатами 42°1′34″ пн. ш. 121°36′3″ зх. д. / 42.02611° пн. ш. 121.60083° зх. д. (42.026015, -121.600850).  За даними Бюро перепису населення США в 2010 році місто мало площу 1,19 км², уся площа — суходіл.

## Демографія
Згідно з переписом 2010 року, у місті мешкали 844 особи в 308 домогосподарствах у складі 221 родини. Густота населення становила 710 осіб/км².  Було 347 помешкань (292/км²).
Расовий склад населення:
| - 70,9 % — білих - 1,5 % — корінних американців - 0,1 % — чорних або афроамериканців - 23,8 % — осіб інших рас |

До двох чи більше рас належало 3,7 %. Частка іспаномовних становила 43,1 % від усіх жителів.
За віковим діапазоном населення розподілялося таким чином: 29,0 % — особи молодші 18 років, 58,4 % — особи у віці 18—64 років, 12,6 % — особи у віці 65 років та старші. Медіана віку мешканця становила 35,7 року. На 100 осіб жіночої статі у місті припадало 102,9 чоловіків;  на 100 жінок у віці від 18 років та старших — 107,3 чоловіків також старших 18 років.
Середній дохід на одне домашнє господарство  становив 43 734 долари США (медіана — 39 821), а середній дохід на одну сім'ю — 45 719 доларів (медіана — 40 096). Медіана доходів становила 40 565 доларів для чоловіків та 27 308 доларів для жінок. За межею бідності перебувало 26,7 % осіб, у тому числі 34,1 % дітей у віці до 18 років та 8,1 % осіб у віці 65 років та старших.
Цивільне працевлаштоване населення становило 390 осіб. Основні галузі зайнятості: сільське господарство, лісництво, риболовля — 27,9 %, оптова торгівля — 18,7 %, освіта, охорона здоров'я та соціальна допомога — 15,9 %.